# Amy Sannes
Amy Sannes (* 3. Februar 1977 in St. Paul) ist eine frühere, auf Kurzstrecken spezialisierte US-amerikanische Eisschnellläuferin.
Amy Sannes begann 1988 mit ihrem Sport, beeinflusst durch die Olympischen Winterspiele 1988, und debütierte auf internationaler Ebene bei den Juniorenweltmeisterschaften 1996 in Calgary, wo sie 14. im Sprint wurde. In Milwaukee gab sie am 11. Januar 1997 ihr Weltcupdebüt. Im B-Rennen über 500 Meter wurde sie 15. Ende 1998 startete sie erstmals in Nagano über 500 Meter in der A-Gruppe und wurde 22. Schnell kristallisierte sich heraus, dass Sannes Spezialistin über die 1000-Meter-Strecke war. Einen Tag später erreichte sie über diese Strecke als Sechste erstmals eine Platzierung unter den Top Ten. Ihr bestes Ergebnis erreichte sie im Januar 2001 als Vierte über 1000 Meter in Helsinki. Insgesamt kam sie über diese Strecke 20-mal unter die besten zehn. Beste Platzierungen im Gesamtweltcup waren achte Ränge auf der 1000-Meter-Streckenwertung in den Saisons 1998/99 und 2000/01.
Zwischen 1998 und 2006 trat Sannes dreimal bei Olympischen Spielen an. Beste Platzierung wurde ein achter Platz 2002 in Salt Lake City über 1500 Meter sowie ein fünfter Platz mit dem Team 2006 in Turin, wo sie jedoch nur im Vorlauf eingesetzt wurde. Die ersten Weltmeisterschaften, an der sie teilnahm, war der Sprintvierkampf 1998 in Berlin, bei dem sie 14. wurde. Nur einmal, beim Sprintvierkampf in Hamar 2002, konnte sie als Neunte eine einstellige Platzierung erreichen. Zweimal, 2003 über 1000 und 2005 über 500 Meter, wurde Sannes US-amerikanische Meisterin. Es kommen sechs zweite und vier dritte Plätze in verschiedenen Disziplinen hinzu.
Sannes startete für den Midway Speedskating Club und wurde von Tom Cushman trainiert. Nach den Spielen 2006 beendete Sannes ihre Karriere.

## Eisschnelllauf-Weltcup-Platzierungen
| Platzierung | 100 m | 500 m | 1000 m | 1500 m | 3000 m | 5000 m | Team |
| ----------- | ----- | ----- | ------ | ------ | ------ | ------ | ---- |
| 1. Platz    |       |       |        |        |        |        |      |
| 2. Platz    |       |       |        |        |        |        |      |
| 3. Platz    |       |       |        |        |        |        |      |
| Top 10      |       | 1     | 20     | 1      |        |        |      |